# Hans Joachim von Zieten
Hans Joachim von Zieten (Wustrau, 18 de mayo de 1699 - Berlín, 26 de enero de 1786) fue un General de Caballería del ejército prusiano. Fue, junto con Friedrich Wilhelm von Seydlitz, uno de los mejores oficiales de caballería del siglo XVIII y el causante de que los húsares prusianos se convirtieran en la mejor caballería ligera de su tiempo convirtiéndose en una fuerza de élite. Participó en la guerra de sucesión polaca, en la guerra de sucesión austriaca y en la guerra de los Siete Años desempeñando un papel destacado en batallas como las de Liegnitz o Torgau. 

## Biografía
Hans Joachim von Zieten nació el 18 de mayo de 1699 en Wustrau, en el Margraviato de Brandeburgo, cerca de Berlín. Su padre era Joachim Matías von Zieten, terrateniente local que poseía unos ingresos moderados por lo que se vio privado de medios de enseñanza y cultura.
Desde temprana edad desarrollo una atracción hacía la vida militar. A los trece años sus padres le proporcionaron un tutor pero su mala conducta hizo que fuera despedido.
Comenzó su carrera militar a los 15 años ingresando como voluntario en el regimiento de infantería del General Prusiano Kurt Christoph Graf von Schwerin.
A von Schwerin le desagradaba von Zieten por su baja estatura y su voz estridente.
Von Zieten paso diez años sin ascender por lo que decidió abandonar el servicio militar.
Se retiró a la finca de su padre que había muerto en 1719 y durante tres años se ocupó de poner en orden sus propiedades.
A pesar de la desilusión que le proporcionó su primera experiencia en el mundo castrense nunca dejó de desear volver a incorporarse a filas.
En 1726 asistió a Berlín, por curiosidad, a una gala dada por el embajador francés. Federico Guillermo I de Prusia se fijó en él ya que había asistido con el uniforme. Meses después se incorporó a los dragones de Wuthenow que sufría un aumento en sus filas de cinco a diez escuadrones como teniente.
Pasó un año adquiriendo conocimientos tanto teóricos como prácticos. En dos ocasiones, mientras realizaba ejercicios en el campo estuvo a punto de morir en accidentes.

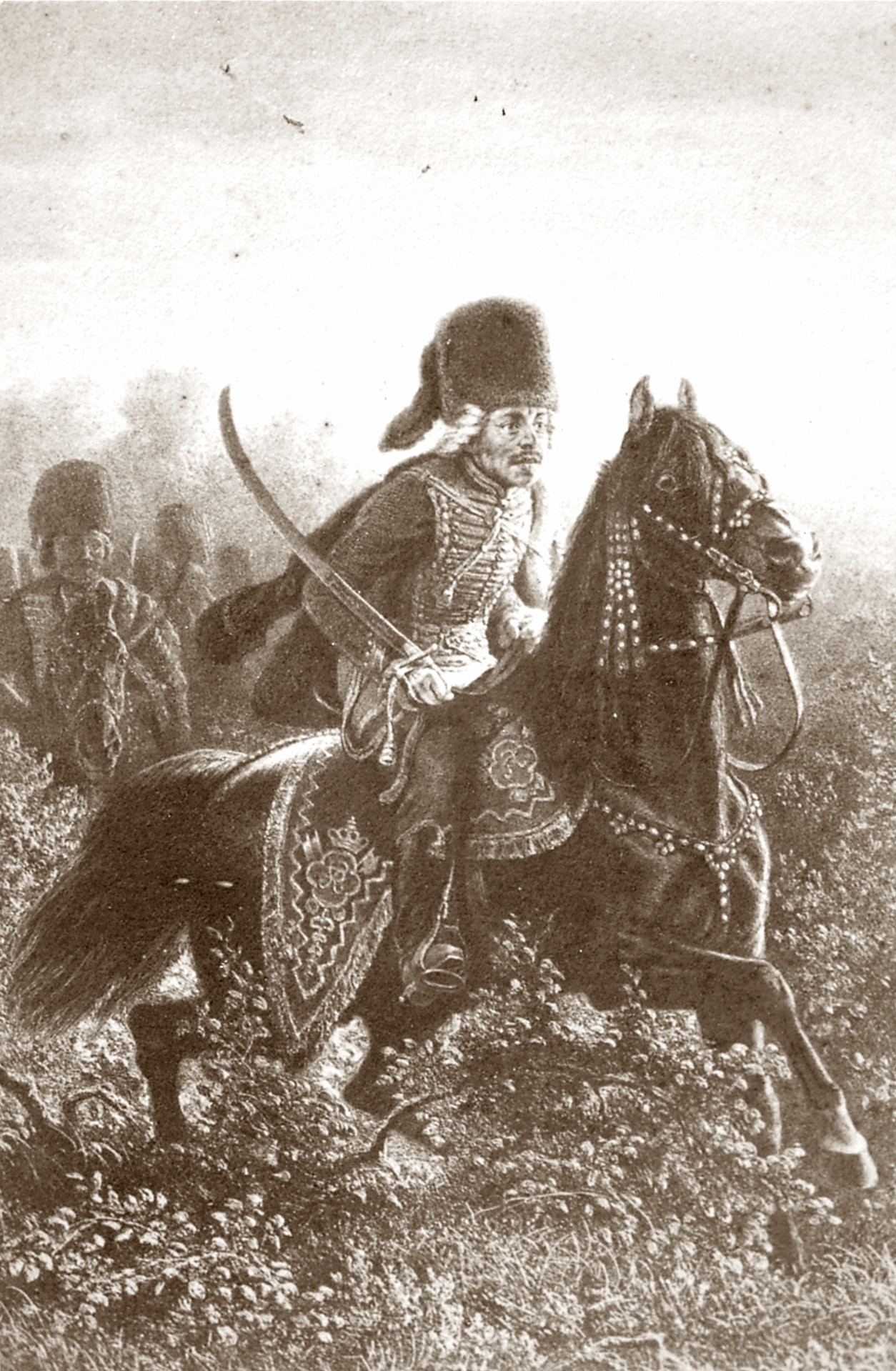
Hans Joachim von Zieten

A pesar de que contaba con la simpatía de la mayoría de sus compañeros, uno de sus superiores le odiaba y en una ocasión le profirió varios insultos. Von Zieten, que era de temperamento caliente, le retó en duelo. Sin embargo el duelo no llegó a producirse ya que la noticia llegó a oídos del capitán y Zieten fue condenado a un año de prisión en la fortaleza de Friedrichsbourg, cerca de Königsberg, donde ingresó a finales de 1728.
Al salir de prisión participa en un combate contra el mismo oficial y ambos son detenidos.
Trascurridos seis semanas llega la orden de Berlín de expulsar a von Zieten del ejército mientras que el capitán solo es arrestado tres meses. De esta forma la carrera militar de von Zieten terminó por segunda vez de una manera humillante y aparentemente irreversible.
En 1729, tras realizar una visita a su yerno, el Margrave de Bayreuth, Federico Guillermo I de Prusia quedó impresionado con los húsares que le servían y decidió crear un escuadrón. Este escuadrón quedó bajo el mando de von Beneckendorf quien conocía y estimaba a Zieten y le propuso al rey que lo readmitiera a su mando, el rey se negó pero von Beneckendorf se hizo responsable de su conducta y convenció al monarca prusiano.
En 1731 fue ascendido a capitán.
En 1733 dio comenzó la guerra de sucesión polaca y Prusia se alió con el Sacro Imperio Romano Germánico, Rusia y el Electorado de Sajonia contra Francia. Federico Guillermo I de Prusia junto a diez mil hombres se unieron al ejército imperial comandada por un anciano Príncipe Eugenio de Saboya.
Durante esta expedición Hans Joachim von Zieten estuvo a las órdenes del general austriaco Baranyai esto le dio la oportunidad de conocer el funcionamiento de la caballería ligera imperial.
El 29 de enero de 1736 fue ascendido a Mayor.
Poco después Hans Joachim von Zieten se casó con Judith Leopoldina von Jurgas.
Tras la guerra Zieten se incorporó al regimiento de Húsares de Berlín bajo el mando del coronel von Wurm con quien pronto entró en conflicto. Zieten desafió al coronel a duelo en el que ambos resultaron heridos, el coronel en la cabeza y Zieten en la mano derecha – su dedo corazón quedó para siempre contraído-. Si Federico Guillermo I hubiera sabido alguna vez de este duelo es posible que hubiera supuesto el fin de la carrera militar de Zieten pero el monarca se encontraba entonces en su lecho de muerte. 
Federico Guillermo I de Prusia murió el 31 de mayo de 1740. Le sucedió Federico II de Prusia que poco después dio comienzo a la guerra de sucesión austriaca contra el Sacro Imperio Romano Germánico por la posesión de Silesia.

### Guerra de sucesión austriaca
El 8 de abril de 1741 el rey cruzó el río Neisse en Michelau dando comienzo a la campaña.
El 10 de abril tuvo lugar la batalla de Mollwitz donde el ejército prusiano obtuvo la victoria pero Zieten fue colocado junto a los húsares en segunda línea con la misión de guardar los bagajes por lo que fue un mero espectador de la batalla.
En julio de 1741 tuvo un papel más destacado en la batalla de Rothschloss en la que venció a su antiguo maestro el general austriaco Baranyai y poco después fue condecorado con la Orden Pour le Mérite.
En la batalla de Grotkaw los húsares al mando de Zieten – Federico II sustituyó a von Wurm por Zieten tras la batalla de Rothschloss- detuvieron el ataque de la caballería imperial y consiguieron la victoria tras recibir el apoyo de los ulanos.
En la campaña de 1742, Hans Joachim von Zieten, penetro en Austria y al mando de quince mil hombres ocupando Stockerau, a dos millas de Viena. El pánico se apoderó de Viena pero la situación no era sostenible para los prusianos por lo que tuvieron que retirarse.
El 17 de mayo de 1742 combatió en la batalla de Chotusitz en la que Federico II venció a Carlos Alejandro de Lorena.
Esta batalla provocó que en junio de 1742 se firmara la paz de Breslau en la que Prusia consiguió la soberanía del Ducado de Silesia.
En el año 1743 su esposa le dio un hijo, el único que tenía por este matrimonio.
Federico II de Prusia, viendo que las derrotas de Francia frente a Austria ponían en peligro su conquista de Silesia decidió dar comienzo a la segunda guerra de Silesia en 1744. El rey ordenó a Hans Joachim von Zieten atravesar Sajonia y llegar a Bohemia. 
Tras la caída de Praga, Federico decidió penetrar más en Bohemia y Zieten fue puesto en vanguardia. 
El 30 de septiembre de 1744 Zieten tomó Budweis que se encontraba a nueve millas del territorio austriaco. El 1 de octubre tomó el castillo de Frauenberg.
Federico II ascendió a Hans Joachim von Zieten por estos servicios a general de división el 3 de octubre de 1744.
El avance triunfal prusiano tuvo que detenerse al trasladarse tropas austriacas del Rin hasta Bohemia cortando las comunicaciones del ejército prusiana que tuvo que retirarse.
En la campaña de 1745 tuvo lugar la famosa “Zietenritt” (marcha de Zieten) cuando los ejércitos de Federico II y del Margrave Carlos de von Schwedt fueron divididos por un ejército austriaco y se quedaron sin comunicación directa. Todos los intentos de comunicación eran en vano ya que los austriacos capturaron a todos los correos.

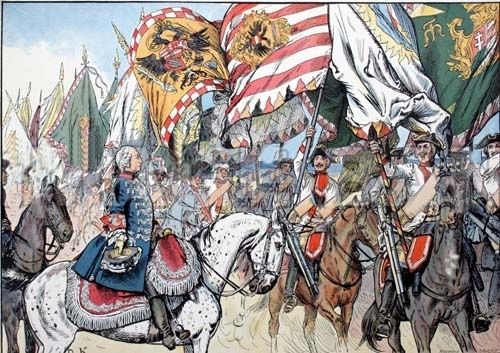
Trofeos de la Batalla de Hohenfriedberg. Obra de Carl Rochling

Federico II encomendó a Zieten la tarea de forzar el camino hacia Jagerndorf. Zieten a la cabeza de 500 húsares realizó una marcha de 22 horas a lo largo de las líneas enemigas con el objeto de entregar la orden del rey al Margrave von Schwedt. Zieten recurrió al ardid de disfrazar a su regimiento como húsares de Austria y después como un regimiento de dragones de Austria. Cuando su engaño fue descubierto por fin, Zieten logró escapar y llegar a Jagerndorf. Había cumplido su misión, perdiendo solo tres húsares muertos, 20 desaparecidos y 2 heridos. Esto permitió a von Schwedt unirse con el ejército principal, justo a tiempo para luchar contra Leopold Joseph von Daun en la batalla de Hohenfriedberg. 
Hans Joachim von Zieten también se distinguió en la batalla de Hennersdorf (23 de noviembre de 1745) poco antes de que el Tratado de Dresde pusiera fin a la segunda guerra de Silesia.
Tras la guerra Zieten se dedicó a embellecer sus propiedades en Wustrau.
Sus enemigos hicieron que se distanciara del rey en 1749 haciendo creer a Federico II que permitía la disciplina entre sus húsares y que los mantenía en la inanición. En 1756, poco antes del comienzo de la guerra de los Siete Años tuvo lugar la reconciliación entre Zieten y Federico II. 
Hans Joachim von Zieten había conseguido en estos años de paz con sus reformas que el cuerpo de húsares del ejército prusiano fuera un cuerpo de élite. 
En agosto de 1756, en los primeros meses de la guerra de los Siete Años estalló, Zieten acababa de ser ascendido de Teniente General.

### Guerra de los Siete Años
En 1756 Federico II fue consciente de la amenaza que suponía para Prusia la alianza entre el Sacro Imperio Romano Germánico, Francia y Rusia y antes de verse atacado decidió pasar a la ofensiva y ocupó Sajonia venciendo a los imperiales en la batalla de Lobositz.
En la campaña de 1757 fue nombrado caballero de la Orden del Águila Negra por su labor en la ocupación de Bohemia.
Participó en la batalla de Praga y en la batalla de Kolin dirigió la caballería del ala izquierda derrotando a la caballería austriaca comandada por Franz Leopold von Nádasdy pero la situación en el centro y en el ala izquierda hizo que la batalla terminara en derrota. En esta batalla fue herido en la cabeza y estuvo a punto de fallecer.
El 22 de noviembre de 1757 se volvió a enfrentar a Nádasdy en la batalla de Breslau donde Zieten fue capaz de mantener sus posiciones en el ala izquierda permitiendo retirarse al derrotado ejército prusiano.
Entre el 1 y el 4 de diciembre de 1757 sorprendió a los soldados imperiales que estaban apostados en Neumark y Borna causándolos cerca de 300 muertos y haciendo 1.200 prisioneros –entre ellos 19 oficiales.
El día 5 de diciembre participó en la batalla de Leuthen Zieten estaba situado en el ala derecha, enfrentándose a Nadasty a quien derrotó completamente. Tras la batalla se ocupó de desalojar a las fuerzas imperiales de Silesia.
El resto del invierno lo pasó en el asedio de la ciudad de Schweidnitz que se rindió a mediados de abril de 1758.
En mayo Hans Joachim von Zieten es destinado al sitio de Olmütz. Hasta las cercanías llegó un ejército austriaco al mando de Leopold Joseph von Daun. 
Federico II de Prusia envió a Zieten junto a Wilhelm von Mosel al mando de un convoy protegido con tropas destinado a los sitiadores de Olmütz.

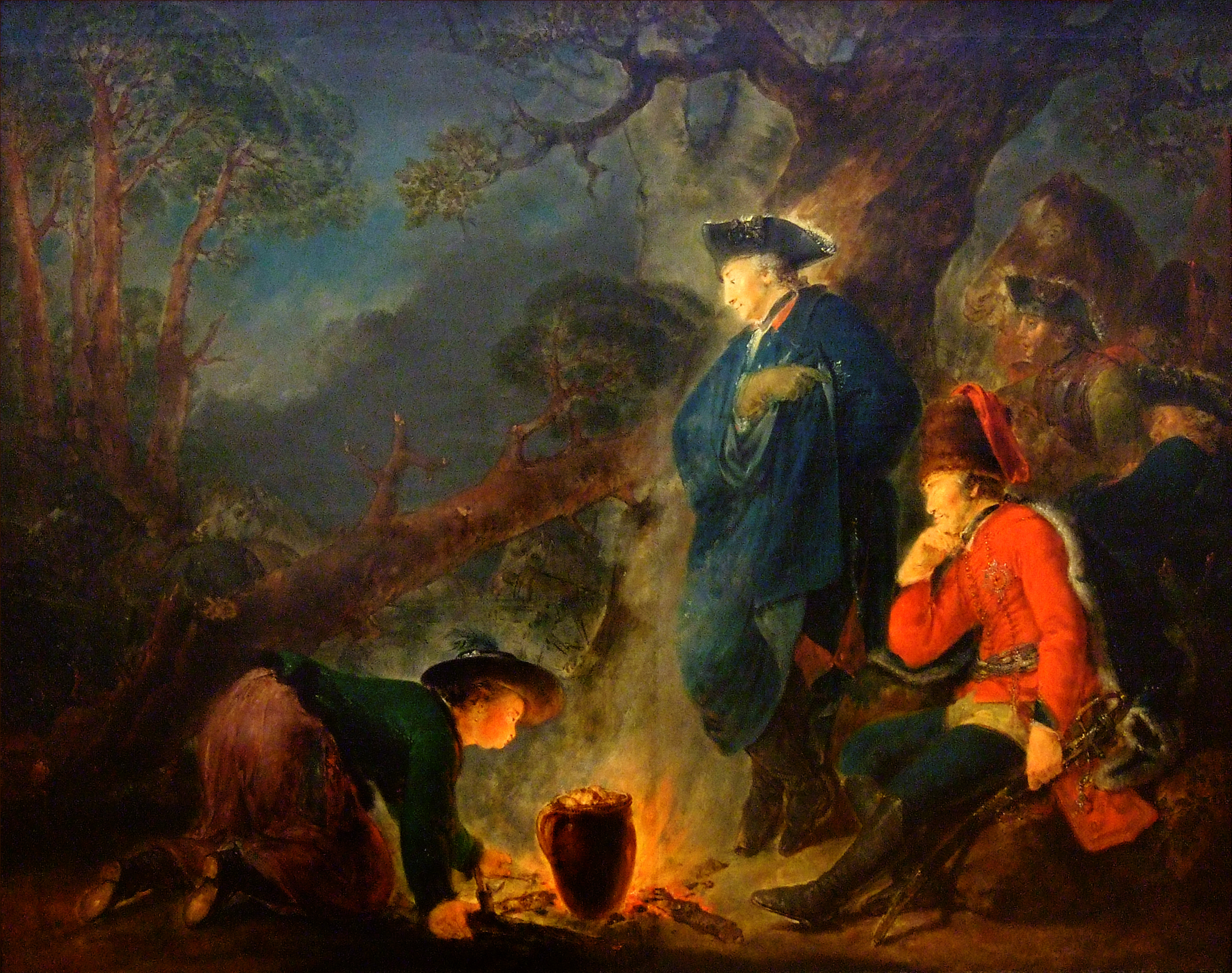
Federico el Grande y Hans Joachim von
Zieten antes de la batalla de Torgau. Obra de Bernhard Rode

Von Daun comprendió que no podía permitir que ese convoy llegara a su destino y encomendó a Ernst Gideon Freiherr von Laudon quien venció a las tropas prusianas en la batalla de Domstadtl. Esta derrota provocó la pérdida de un convoy compuesto por entre dos y tres mil carros, cargados con víveres, pertrechos militares y armas para el campamento del rey por lo que Federico II se vio obligado a levantar el asedio de Olmütz.
Mientras Federico II se enfrentaba a las tropas rusas en la batalla de Zorndorf, Zieten evitaba que Laudon ocupase Brandemburgo. 
Federico se unió a Zieten tras vencer a los rusos se encontró con Daun en Hochkirch -Baja Sajonia. Federico estaba convencido de que los austriacos se mantenían a la defensiva pero Zieten y otros oficiales habían detectado actividad en el campamento imperial aunque no consiguieron que Federico los creyera. Los austriacos atacaron el 14 de octubre de 1758 y vencieron a los prusianos en la batalla de Hochkirch. Zieten cubrió la retirada y cuando Federico alcanzó el río Neisse, Zieten se incorporó al ejército prusiano al mando del Príncipe Enrique de Prusia cubriendo su unión con el ejército de Federico.
La campaña de 1759 la paso Zieten entre las tropas del Príncipe Enrique a la defensiva en la Baja Lusacia. Entre las acciones más destacadas de ese año destacan la toma de Friedland (8 de septiembre), la toma de Zittaw (12 de octubre) y la interceptación de un convoy de 150 carros en Gorlitz.
En la campaña de 1760 Zieten se unió a Federico II y acampó en Liegnitz. Hacia allí se dirigieron dos ejércitos imperiales al mando de Daun y Laudon. Mientras el ejército prusiano reposaba las tropas imperiales avanzaron tomando las alturas. Un cuerpo de caballería tuvo la fortuna de encontrarse con estas tropas y Zieten, sin esperar las órdenes del rey, se puso al frente de la caballería para rechazar a los austriacos.
Federico, puesto al corriente de la situación, mandó sus tropas atacar consiguiendo la victoria en la batalla de Liegnitz. 
Hans Joachim von Zieten fue nombrado General de Caballería en el mismo campo de batalla.
Tras expulsar a sus enemigos de Silesia las tropas prusianas marchan hacía Torgau.
El 3 de noviembre de 1760 Zieten participó en la batalla de Torgau. Zieten tenía la misión de atacar a Daun de frente mientras Federico le atacaba por la retaguardia. El avance de las tropas al mando de Zieten fue lento porque se encontró con numerosos obstáculos. Zieten no atacó cuando debía pero, sin embargo, cuando Federico II ya se retiraba tras haber tenido muchas bajas encontró un punto débil por donde atacar las alturas de Siptitz decidiendo con su audacia la victoria.
En la campaña de 1761 Hans Joachim von Zieten fue destinado al este a luchar contra el ejército ruso. El 29 de junio llegó a Kosten. Zieten contaba con veinte mil soldados con los que tenía que oponerse a sesenta mil rusos. El día 1 de julio las fuerzas a su mando tomaron contacto con el ejército ruso, haciendo prisioneros a un general de brigada, tres oficiales y cuarenta cosacos.

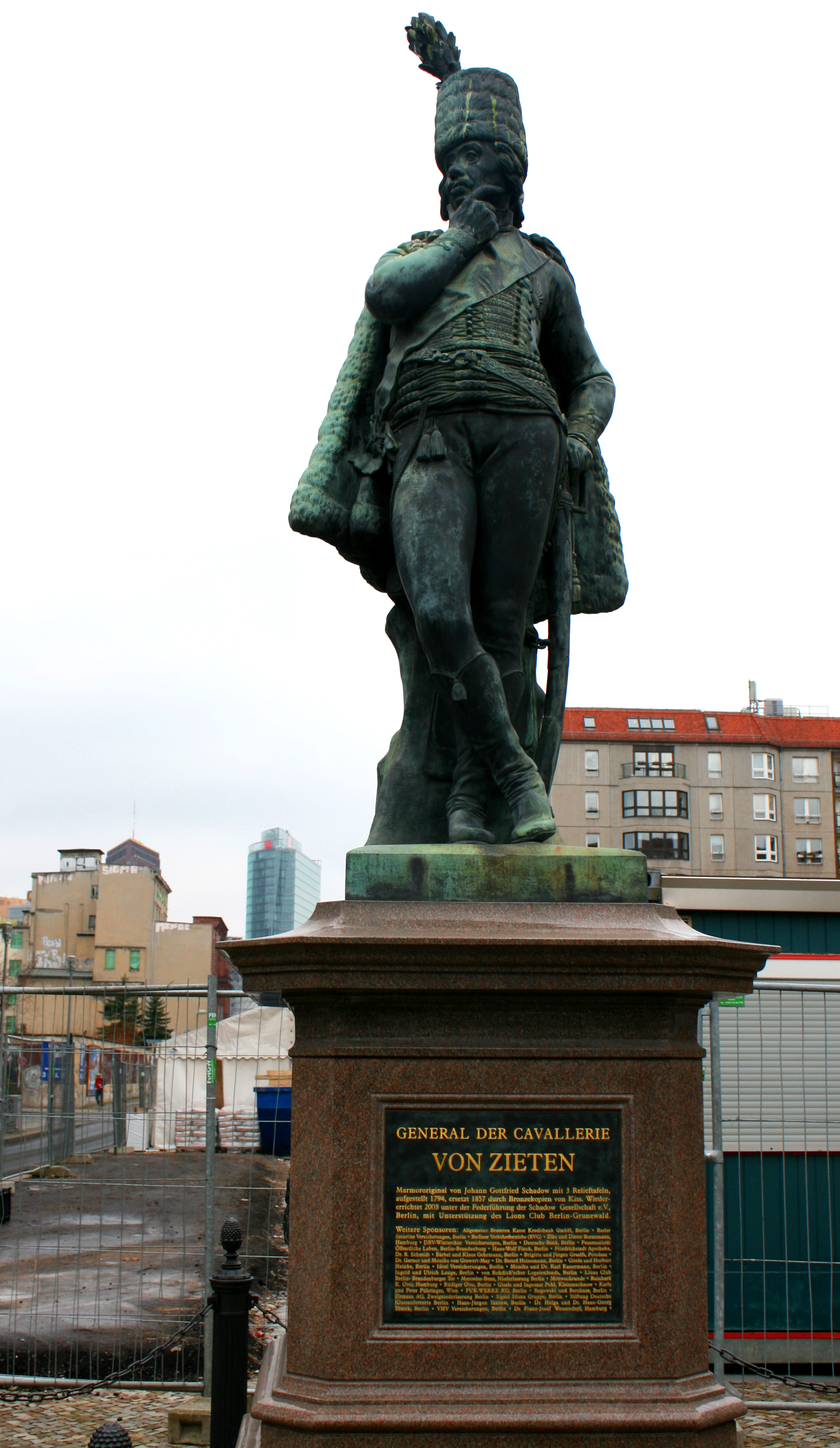
Monumento a Hans Joachim von Zieten en Berlín

La defensa que Zieten hizo de Silesia no fue el resultado de una acción decisiva sino que, consciente de la desproporción de las fuerzas, se empeñó en una guerra de maniobras.
A pesar de que Zieten mantuvo a raya a los rusos, Federico II de Prusia envió a Moritz de Anhalt-Dessau a sustituirle en el mando ya que Zieten se encontraba mal de salud. Zieten no puso ningún impedimento a su sustitución pero siguió con sus tropas actuando como comandante en jefe lo que provocó que al poco tiempo Moritz de Anhalt-Dessau pidiese volver con el ejército de Federico.
La campaña de 1762 comenzó con la paz entre Prusia y Rusia tras la muerte de la zarina Isabel I de Rusia y la subida al trono de Pedro III de Rusia.
En esta campaña no logró ningún mando pero sirvió bajo las órdenes directas de Federico II. Participó en la batalla de Burkersdorf y en el asedio de Schweidnitz que cayó el 9 de octubre.
Esta fue la última ocasión en la que Zieten se encontró bajo fuego enemigo. Poco después se firmó el Tratado de Hubertusburg que puso fin a la guerra.

### Vida tras la guerra
El 23 de octubre de 1764 se casó en segundas nupcias con Elizabeth Albertina Hedwig von Platen (pag.322) En aquel momento Zieten contaba con 65 años de edad y la novia con solo 26 años. De este matrimonio tuvo dos hijos pero el primero murió solo cincuenta días después de su nacimiento.
Tras el estallido de la guerra de sucesión bávara -1778- Zieten pretendió tomar parte en el conflicto pero Federico II se negó a ceder ante sus ofrecimientos.
Hans Joachim von Zieten murió en Berlín el 26 de enero de 1786 a los ochenta y siete años de edad.